# Cornelia van der Gon
Cornelia van der Gon (Haarlem, gedoopt 23 november 1644 – Amsterdam, 25 januari 1701) was een maakster van poppenhuizen.

## Biografie
Van der Gon werd in 1644 geboren als dochter van de kastelein van de Haarlemse Oude Doelen Evert Claesz. van der Gon en Cornelia van Deijl. Zij groeide op in Haarlem en verhuisde na haar jeugdjaren naar Amsterdam, waar zij huishoudster werd van de architect Adriaan Dortsman. Van der Gon maakte in Amsterdam ingenieuze poppenhuizen, waarbij zo natuurgetrouw mogelijk diverse interieurs werden vormgeven. Ook haar werkgever Dortsman had een aandeel in de vormgeving van deze poppenhuizen. Na zijn overlijden in 1682 erfde zij het grootste deel van zijn nalatenschap, waaronder een viertal woningen onder andere aan de Herengracht en de Amstel in Amsterdam. Dit bood haar de gelegenheid om zich volledig te kunnen richten op de bouw van haar poppenhuizen. Na haar huwelijk met de portretschilder David van der Plaes, leverde ook hij kunstzinnige bijdragen aan de door zijn vrouw gemaakte poppenhuizen.
Van der Gon overleed in januari 1701 op 56-jarige leeftijd in haar woonplaats Amsterdam. Zij werd op 31 januari 1701 begraven in de Oosterkerk aldaar. De door haar gemaakte poppenhuizen werden in 1704 verkocht. In 1743 kwamen de poppenhuizen in het bezit van Sara Rothé. Deze gebruikte onderdelen van de poppenhuizen van Van der Gon voor het samenstellen van haar eigen creaties. Het werk van Van der Gon bestaat niet meer in de vorm van een compleet poppenhuis, maar onderdelen ervan zijn nog te zien in twee poppenhuizen van Rothé in het Gemeentemuseum Den Haag en in het Frans Halsmuseum in Haarlem.